# 13808 Davewilliams
13808 Davewilliams este un asteroid din centura principală de asteroizi.

## Descriere
13808 Davewilliams este un asteroid din centura principală de asteroizi. A fost descoperit pe 11 decembrie 1998 la Kitt Peak National Observatory în cadrul proiectului Spacewatch. Asteroidul prezintă o orbită caracterizată de o semiaxă mare de 3,19 ua, o excentricitate de 0,09 și o înclinație de 14,6° în raport cu ecliptica.